# Magnetosferă

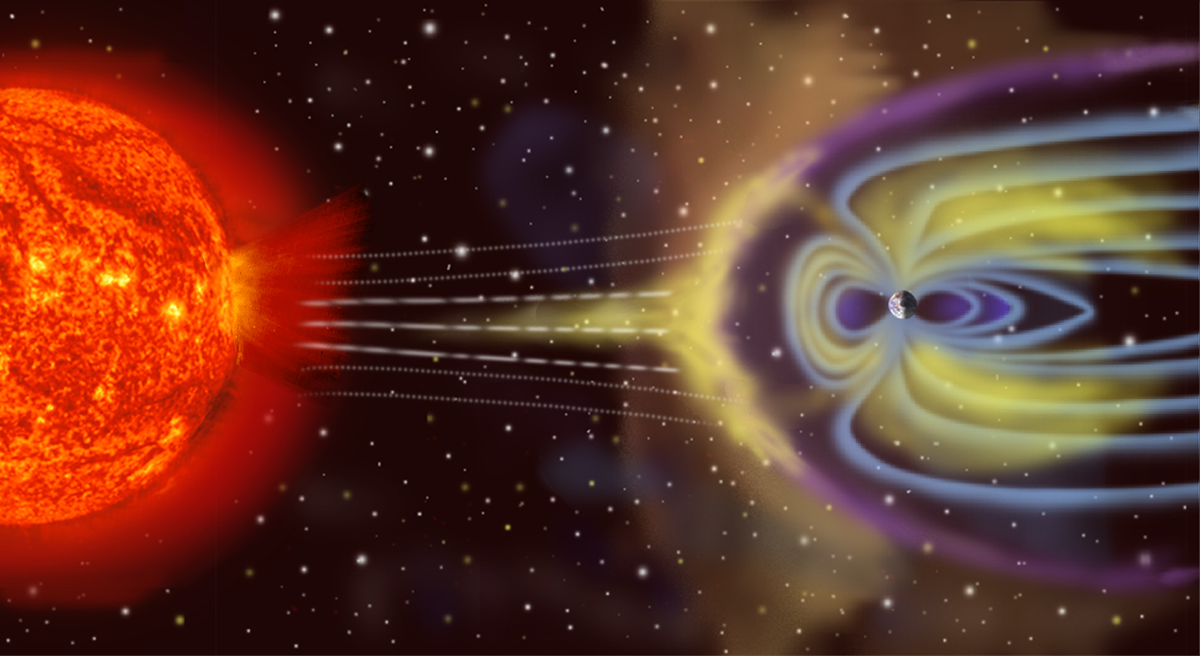
Reprezentare artistică a magnetosferei.

O magnetosferă a unei planete este formată atunci când un flux de particule încărcate electric, cum ar fi vântul solar, interacționează cu (și este deviat de) câmpul magnetic al unei planete sau al unui corp ceresc similar. Pământul este înconjurat de o magnetosferă, la fel cum sunt și celelalte planete cu câmpuri magnetice intrinsece: Mercur, Jupiter, Saturn, Uranus și Neptun. Luna lui Jupiter, Ganymede, are o magnetosferă mică - dar acesta este situată în întregime în magnetosfera lui Jupiter, acest lucru ducând la interacțiuni complexe. Ionosferele planetelor slab magnetizate, cum ar fi Venus și Marte, deviază parțial fluxul solar, dar nu au magnetosferă propriu-zisă. 
Termenul magnetosferă este, de asemenea, folosit și pentru a descrie regiunile dominate de câmpurile magnetice ale obiecte cerești, cum ar fi magnetosfera pulsarilor.